# Georg-Michael Wagner
Georg-Michael Wagner (* 8. März 1924 in Leobschütz; † 15. Dezember 2008 in Berlin) war ein deutscher Schauspieler.

## Leben
Nach Volks- und Handelsschule erhielt er Schauspielunterricht und absolvierte ein Tanzstudium an der Tanzbühne des Deutschen Opernhauses in Berlin. Erste Rollen spielte Georg-Michael Wagner ab 1942 am Rose-Theater und dem Lessingtheater in Berlin. Nach 1945 folgten Engagements an der Tribüne in Berlin, in Leipzig und Halle (Saale). In späteren Jahren trat er am Deutschen Theater und dem Maxim-Gorki-Theater wiederum in Berlin auf.
Georg-Michael Wagner wirkte in verschiedenen Film- und Fernsehproduktionen mit, so in den Spielfilmen der DEFA Die Premiere fällt aus aus dem Jahr 1959 von Kurt Jung-Alsen mit Christine Laszar und Rudolf Ulrich und 1972 Leichensache Zernik nach einem Drehbuch von Gerhard Klein mit Alexander Lang und Kurt Böwe.
Ab 1966 war Georg-Michael Wagner zudem als Darsteller in verschiedenen Fernsehproduktionen des Deutschen Fernsehfunks (DFF) wie Die Dame aus Genua, Polizeiruf 110 und Das unsichtbare Visier zu sehen.

## Filmografie
- 1956: Drei Mädchen im Endspiel
- 1957: Polonia-Express
- 1958: Klotz am Bein
- 1959: Die Premiere fällt aus
- 1959: Weimarer Pitaval: Der Fall Harry Domela (Fernsehreihe)
- 1964: Schwarzer Samt
- 1965: Solange Leben in mir ist
- 1966: Schatten über Notre Dame (TV-Mehrteiler)
- 1969: Die Dame aus Genua (TV-Mehrteiler)
- 1970: Befreiung
- 1972: Leichensache Zernik
- 1974: Polizeiruf 110: Die verschwundenen Lords (TV-Reihe)
- 1975: Das unsichtbare Visier, Folge: Ein merkwürdiger Anschlag (TV-Serie)
- 1975: Das unsichtbare Visier, Folge: Das Geheimnis der Masken (TV-Serie)
- 1977: Zweite Liebe – ehrenamtlich
- 1983: Die Schüsse der Arche Noah

## Theater
- 1947: Rolf Ellermann: Der Strohhalm – Regie: Erich Geiger (Theater am Schiffbauerdamm Berlin)
- 1958: Josef Stauder: Das blaue Licht – Regie: Lutz Friedrich (Theater der Freundschaft Berlin)
- 1959: Herbert Walter: Die Bremer Stadtmusikanten – Regie: Hans-Dieter Schmidt (Theater der Freundschaft Berlin)
- 1959: Samuil Marschak: Die zwölf Monate – Regie: Lutz Friedrich (Theater der Freundschaft Berlin)
- 1962: Peter Hacks (nach Aristophanes): Der Frieden (Sklave) – Regie: Benno Besson (Deutsches Theater Berlin)
- 1968: Seán O’Casey: Der Stern wird rot (Arbeiter) – Regie: Kurt Veth (Maxim-Gorki-Theater Berlin)
- 1969: Michail Schatrow: Bolschewiki (Volkskommissar) – Regie: Fritz Bornemann (Maxim-Gorki-Theater Berlin)
- 1971: Jewgeni Schwarz: Der Schatten (Haushofmeister) – Regie: Fritz Bornemann (Maxim-Gorki-Theater Berlin)
- 1972: Gotthold Ephraim Lessing: Minna von Barnhelm – Regie: Albert Hetterle (Maxim-Gorki-Theater Berlin)
- 1977: Ödön von Horváth: Kasimir und Karoline – Regie: Wolfram Krempel (Maxim-Gorki-Theater Berlin)
- 1979: Walentin Rasputin: Geld für Maria – Regie: Albert Hetterle (Maxim-Gorki-Theater Berlin)